# Мухаммад ибн Бузург-Умид
Муха́ммад ибн Бузу́рг-Уми́д (перс. محمد بزرگ امید‎; 1097—20 февраля 1162) — сын Кийа Бузург-Умида и третий правитель Низаритского исмаилитского государства с 1138 по 1162 год, базирующимся в Аламуте.

## Биография
После кончины Кийи Бузург-Умида 9 февраля 1138 года Мухаммад был назначен комендантом замка Аламут третьим скрытым имамом Низаритского исмаилитского государства Хасаном аль-Кахиром ибн аль-Мухаммадом (القاهر). Он умер в 1162 году, и ему наследовал имам Хасан ʿАла-Зикрихи’с Салам.